# Município de Eastover (condado de Cumberland, Carolina do Norte)
O município de Eastover (em inglês: Eastover Township) é um localização localizado no  condado de Cumberland no estado estadounidense da Carolina do Norte. No ano 2000 tinha uma população de 10.943 habitantes.

## Geografia
O município de Eastover encontra-se localizado nas coordenadas 35° 06′ 27,79″ N, 78° 46′ 36,82″ O.